# Horváth György (harckocsivezető)
Horváth György (1941 – Székesfehérvár, 2025. április 9.) magyar műszerész, aki azzal tett szert országos hírnévre, hogy a 2006. október 23-i zavargások során a budapesti Deák Ferenc téren egy, a Városháza parkban kiállított, muzeális T–34-es harckocsit beindított és több száz métert haladt vele a tüntető tömegben, a rendőrök irányába.

## Élete
Horváth György 1941-ben született, egy 2011-es riport szerint már gyermekkorában beleivódott a nemzettudat, szülei sokat meséltek neki Trianonról. A Fejér megyei Seregélyesen nőtt fel, ott érte 15 évesen az 1956-os forradalom, amely mély benyomást tett rá. Végzettsége szerint televízió- és rádióműszerész. 1959-1962 között 26 hónapot szolgált a Magyar Néphadseregben mint harckocsizó. Itt képezték ki T-34-es harckocsi vezetésére.
1971-ben került szembe végleg a rendszerrel, amikor bátyja, aki a Tolna Megyei TSZ főkönyvelője volt, gyanús körülmények között elhunyt (hivatalosan öngyilkos lett). Ezt követően Horváth már nem rejtette véka alá véleményét, amiért a 80-as években egy fontos külföldi út előtt bevonták az útlevelét. A rendszerváltást követően belépett több nemzeti radikális mozgalomba is a 90-es években. Horváth 40 évet töltött munkaviszonyban, amelyből az utolsó 14 évet a honvédségnél töltötte mint közalkalmazott.
1994-ben Keleti György honvédelmi miniszter kitüntetésben részesítette 10 éves szolgálati viszonya alkalmából. 1998-ban, 57 évesen ment nyugdíjba. Horváth Györgynek gyereke, unokája is van.

## A 2006-os események
2006. október 23-án a Vér és Becsület rendezvényére utazott Budapestre Seregélyesről két barátjával együtt. A rendezvény után átmentek a Corvin közbe meghallgatni Wittner Mária beszédét. A városban járva aztán a Deák tér közelében észlelte, hogy a környék tele van tüntetőkkel, és a rendőrök hevesen lőnek. Elveszítette ismerőseit, majd észrevette, hogy egy T-34-es harckocsi áll őrizetlenül a Városháza téren. (A páncélost egyébként korábban a Szabadság, szerelem című film forgatásához használták.) Mindez 17:45 környékén történt. Akkor már többen álltak a harckocsi tetején, Horváth pedig felmászott rá, és közölte a tüntetőkkel, hogy ő be tudja indítani a páncélost. A harckocsi toronynyílását védő lakatot a tüntetők épp akkor vágták le, így be tudott szállni. 

Elindul a T-34-es

Észlelve, hogy a jármű üzemképes és indítható (normál módon, sűrített levegővel), a harckocsit beindította, és elindult vele északi irányba. Menet közben a járműre többen is felugrottak, illetve mellette és mögötte nagy tömeg rohant, és mutatták az utat a rendőrök és a vízágyúk irányába. A tank közben elsodort és összetört egy hirdetőtáblát, miközben a rendőrök egyre hevesebben lőtték vízágyúval, könnygázzal és gumilövedékkel is a feléjük mozgó járművet. Horváth 150 méter megtétele után elkezdte érezni a felelősség súlyát, és megállt a járművel. A későbbi rendőrségi és kormányzati magyarázatok ellenére Horváth nem készült a harckocsi elvitelére; sem sorba kötött akkumulátorok, sem vezetékek, vagy benzin nem állt a tüntetők rendelkezésére (a T-34-es alapvetően egyébként is dízeles üzemű), hanem normál módon, sűrített levegővel indította be a járművet. Továbbá az üzemanyag sem fogyott ki, Horváth György a maga elhatározásából állt meg. Ezután a rendőrök pár másodperc alatt 30-50 könnygázgránátot lőttek a harckocsi közvetlen közelébe, végül a vízágyú is betalált a vezető kémlelőnyílásán. Horváthot kirángatták a rendőrök a járműből, megverték, még a földön is rúgták. Ezután kórházba vitték, végül előállították és 72 órán át benn tartották, majd szabadon engedték.

## 2006 után

### A bírósági eljárás
Eleinte csoportosan és felfegyverkezve elkövetett, hivatalos személy elleni erőszak kísérletével gyanúsították, de bizonyítottság hiányában a Budapesti Nyomozó Ügyészség 2007 márciusában megszüntette ezt az eljárást. Rongálás, jármű önkényes elvétele és közúti veszélyeztetés bűntette miatt viszont tovább folytatták a nyomozást. Az ügyészség végül is ezen pontokban emelt vádat Horváth György ellen. A bírósági eljárás 2008. december 2-án kezdődött és 2009. január 21-ig tartott. Az egymásnak ellentmondó szakértői véleményekkel terhelt eljárásban Horváth Györgyöt folytatólagosan elkövetett közúti közlekedés veszélyeztetése, jármű önkényes elvétele és kétrendbeli rongálás miatt másfél évi börtönnel sújtotta, a büntetés végrehajtását négy évre felfüggesztették. Emellett mellékbüntetésként három évre eltiltották a közúti közlekedéstől. Az elsőfokú ítélet ellen a védő és az ügyész is fellebbezést jelentett be. A másodfokon eljáró Fővárosi Bíróság 2009. október 2-án enyhítette a büntetését. A szabadságvesztést egy év négy hónapra, a felfüggesztés időtartamát pedig két évre mérsékelte, és mellőzte a járművezetéstől való eltiltást. A 470 ezer forintos kártérítésre kötelezték, az összeget később a Magyar Gárda Tolna megyei kapitánya kezdeményezésére a vele rokonszenvezők összeadták. Amikor évekkel később kérdezték tettéről, ezt válaszolta:
Nincs miért bocsánatot kérnem. Tőlem sem kértek soha semmiért, a felelősséget pedig vállaltam.

### Nemzeti radikális szervezetekben
Horváth György akciója rendkívül nagy feltűnést keltett, a hazai, továbbá a világ nagy tévétársaságai egymás után hozták le a felvételeket, továbbá sokszor ezzel illusztrálták a 2006-os eseményeket. Horváth György ezt követően visszatért seregélyesi otthonába, majd belépett a Magyar Gárdába 2007-ben, az elsőként felesketettek között. A gárda feloszlatását követően többször is szerepet vállalt a Mi Hazánk Mozgalom rendezvényein, 2020-ban és 2021-ben is ő adott le díszlövést a Corvin közben.